# Tomb of the Mutilated
Tomb of the Mutilated treći je studijski album američkog death metal-sastava Cannibal Corpse. Album je 22. rujna 1992. godine objavila diskografska kuća Metal Blade Records. Ovo je jedan od najpopularnijih albumov sastava. Pjesma "Hammer Smashed Face" je jedan od najpopularnijih pjesama koji je da je izvode u filmu Ace Ventura: Šašavi detektiv, na prijedlog glavnog glumca Jima Carreya koji je njihov veliki obožavatelj. Album bilo zabranjeno u Njemačkoj. Također posljednji je album s izvornim gitaristom Bobom Rusayom.

## Popis pjesama
Tekstovi: Chris Barnes, glazba: Cannibal Corpse.
| 1.    | »Hammer Smashed Face«                  | 4:02 |
| 2.    | »I Curn Blood«                         | 3:40 |
| 3.    | »Addicted to Varginal Skin«            | 3:29 |
| 4.    | »Split Wide Open«                      | 3:01 |
| 5.    | »Necropedophile«                       | 4:05 |
| 6.    | »The Cryptic Stench«                   | 3:57 |
| 7.    | »Entrails Ripped from a Virgin's Cunt« | 4:14 |
| 8.    | »Post Mortal Ejaculation«              | 3:35 |
| 9.    | »Beyond the Cemetery«                  | 4:52 |
| 34:55 |                                        |      |

## Zasluge
Cannibal Corpse
- Chris Barnes - vokali, logo sastava
- Jack Owen - gitara
- Bob Rusay - gitara
- Alex Webster - bas-gitara
- Paul Mazurkiewicz - bubnjevi

Ostalo osoblje
- Vincent Locke - omot albuma
- Scott Burns - produkcija
- Tracy Vera - producija omota
- Brian J Ames - grafički dizajn
- Jim Cookfair - slike